# Katrineholm (stad)
Katrineholm is de hoofdstad van de gemeente Katrineholm in het landschap Södermanland en de provincie Södermanlands län in Zweden. De plaats heeft 21386 inwoners (2005) en een oppervlakte van 1109 hectare.

## Verkeer en vervoer
Bij de plaats lopen de Riksväg 52, Riksväg 55, Riksväg 56 en Riksväg 57.
De plaats heeft een station aan de spoorlijnen Stockholm - Göteborg, Katrineholm - Malmö, Katrineholm - Nässjö en Järna - Åby.

## Geboren
- Lars Lagerbäck (1948), voetbaltrainer
- Sylvia Filipsson (1953), schaatsster
- Tomas Gustafson (1959), schaatser
- Robert Gustafsson (1964), acteur en komiek
- Robert Karlsson (1969), golfer
- Anette Olzon (1971), zangeres van de Finse band Nightwish
- Markus Heikkinen (1978), Fins-Zweeds voetballer